# Миара, Джо
Джо Миара (англ. Joe Meara; род. 4 августа 1975 года в графстве Даун, Северная Ирландия) — североирландский профессиональный снукерист.

## Карьера
Миара стал профессионалом и попал в мэйн-тур в 1997 году после того, как выиграл национальный любительский чемпионат в 1996. Однако каких-либо значительных результатов на профессиональной арене Джо не показал и по итогам сезона 2003/04 выбыл из тура. Затем Миара некоторое время играл в челлендж-туре, а в 2011 году возвратился в мэйн-тур благодаря тому, что завершил предыдущий сезон в ранге первого номера североирландского рейтинга. Примечательно, что ещё до ухода из мэйн-тура в 2004 Миара, наряду со своими выступлениями там, по-прежнему участвовал во многих любительских соревнованиях: в 2002 он стал двукратным чемпионом Северной Ирландии, финалистом чемпионата «всей» Ирландии и полуфиналистом чемпионата мира IBSF, а в 2003 достиг четвертьфинала чемпионата Европы.